# Rouzi Maimaiti
Rouzi Maimaiti (chinesisch 肉孜买买提, Pinyin Ròuzī Mǎimǎití; * 4. Juli 1983) ist ein chinesischer Snookerspieler.

## Karriere
Seine erste Berührung mit dem professionellen Snooker hatte Rouzi Maimaiti in der Saison 2010/11, als er beim Shanghai Masters und den China Open jeweils eine Wildcard bekam. Im Jahr darauf wurde er sogar dreimal ausgewählt, alle fünf Wildcard-Matches gingen aber verloren. Erst beim Wuxi Classic 2012 gelang ihm erstmals ein Sieg gegen einen Profispieler und mit einem 5:1 über Dave Harold zog er in die Runde der letzten 32 ein.
Im selben Jahr kam auch die für Amateure offene Players Tour Championship nach Asien und er nahm an allen drei chinesischen Turnieren teil, scheiterte aber immer recht früh an Profispielern. In der Saison 2013/14 war er dafür umso erfolgreicher. Beim Zhangjiagang Open 2013 erreichte er das Viertelfinale, nachdem er unter anderem Paul Davison und Liu Chuang geschlagen hatte. Bei den Zhengzhou Open kam er nach einem Sieg über Ben Woollaston in das Achtelfinale. Insgesamt sicherte er sich in der Asian Tour Order of Merit Platz 17 und war in dieser Wertung der Asienturniere viertbester Amateur. Dadurch wurde ihm für die folgenden beiden Spielzeiten die Startberechtigung für die Snooker Main Tour zugesprochen.
In der Saison 2014/15 meldete er zwar für die Ruhr Open und die UK Championship, konnte aber wegen Problemen mit seinem Visum nicht anreisen. In der gesamten Saison nahm er nur an der Asian Tour teil und erreichte als bestes Saisonergebnis beim Xuzhou Open 2015 das Viertelfinale. Im Jahr darauf trat er nur beim Haining Open an, wo er ein Match gewann. Damit fiel er wieder aus der Profitour heraus.
Trotzdem bekam er 2016 eine Wildcard des chinesischen Verbands für zwei weitere Profijahre. In der Saison 2016/17 nahm er jedoch an keinem einzigen Turnier teil, auch weil die Players Tour Championship abgeschafft worden war und er für die Qualifikation auch für die chinesischen Turniere nach England hätte reisen müssen. Am Ende der Saison gab er seine Tourcard vorzeitig zurück.